# Ivo van Soissons
Ivo van Soissons ook bekend als Ivo II van Nesle (overleden in 1178) was van 1141 tot aan zijn dood graaf van Soissons. Hij behoorde tot het huis Nesle.

## Levensloop
Ivo was een zoon van heer Rudolf I van Nesle en diens echtgenote Ramentrudis, wier afkomst onbekend gebleven is.
In 1141 overleed een ver familielid van hem, graaf Reinoud III van Soissons. Vervolgens kreeg Ivo van de bisschop van Soissons, Joscelin de Vierzi, het bezit over dit graafschap toegewezen.
In 1146 woonde Ivo de preek van Bernardus van Clairvaux in Vézelay bij, die de aanleiding was voor de Tweede Kruistocht. Tijdens deze kruistocht begeleidde hij koning Lodewijk VII van Frankrijk en nam hij in juni 1148 deel aan het kruisvaardersconcilie in Akko. Ook was hij een van de kandidaten om te huwen met vorstin Constance van Antiochië, die in 1149 weduwe geworden was.
Uiteindelijk huwde Ivo met Yolande (1131-1202), een dochter van graaf Boudewijn IV van Henegouwen. Het huwelijk bleef kinderloos. 
In 1178 overleed Ivo van Soissons. Hij werd opgevolgd door zijn neef Cono, de zoon van zijn oudere broer Rudolf II.